# Скоморохи

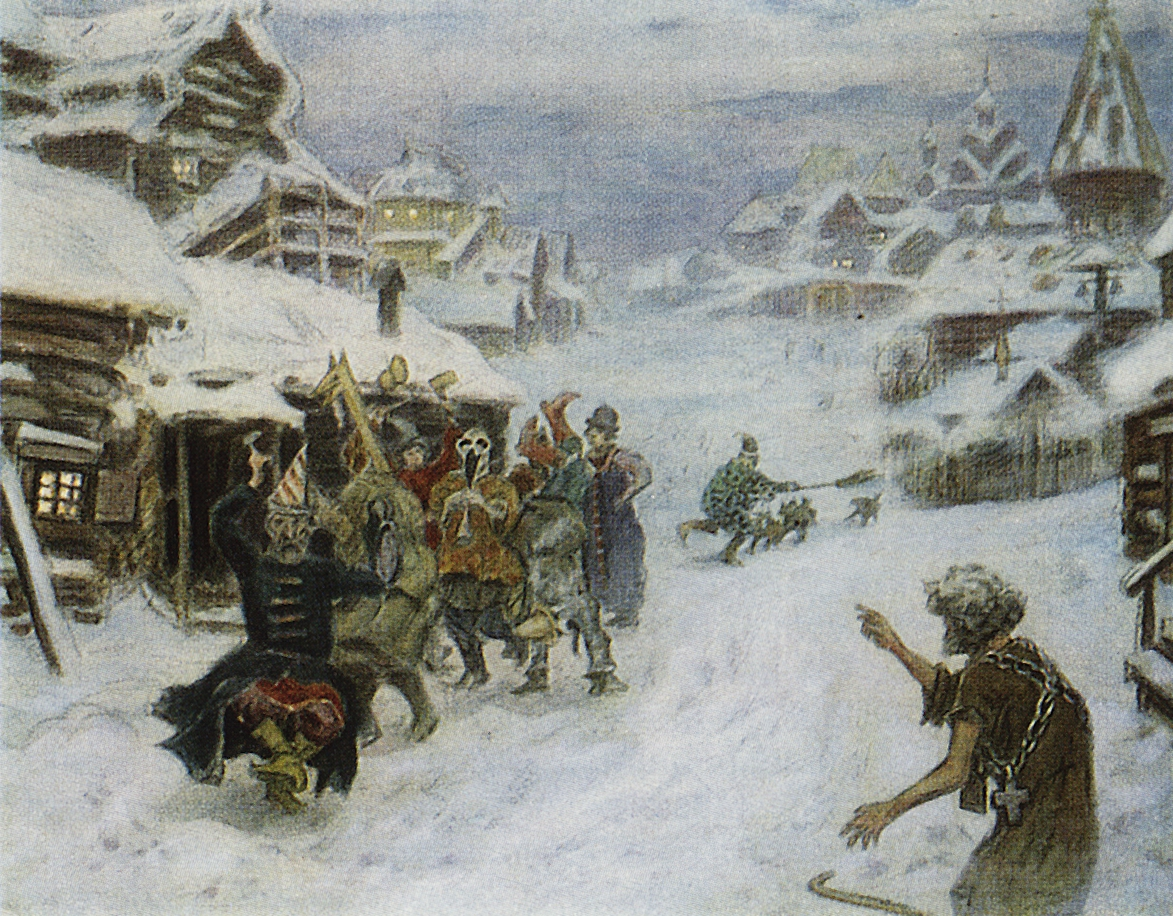
Худ. Васнецов Аполлінарій Михайлович Скоморохи. 1904 рік.

Скоморóхи — східнослов'янські професійні мандрівні співці й актори (лицедії), учасники свят, обрядів, ігор. 
Філарет Колесса зауважує таке:
|  | У поширюванні пісень та музичних інструментів скоморохи сповняли ролю посередників між селом і містом, поміж боярським двором і селянською хатою. Одні із скоморохів жили життям безпритульних мандрівців, інші ж, що стояли на службі вельмож, мали свої постійні осідки. |

## Історичні дані

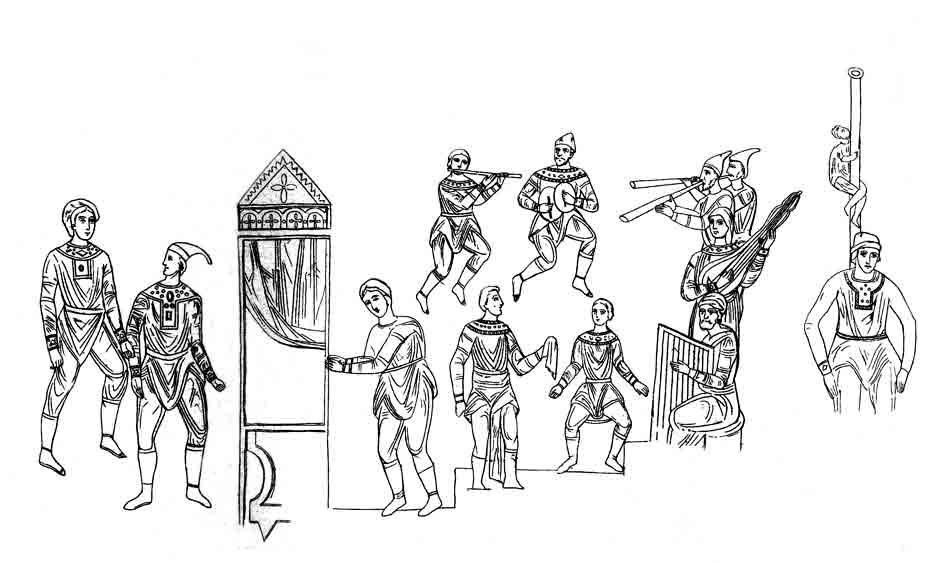
Малюнок з фрески Софійського собору, що зображує скоморохів

Скоморохи вперше згадані в літописах Київської Русі 1068 року та зображені на фресках Софійського собору в Києві датованих 1037 роком.

## Походження назви

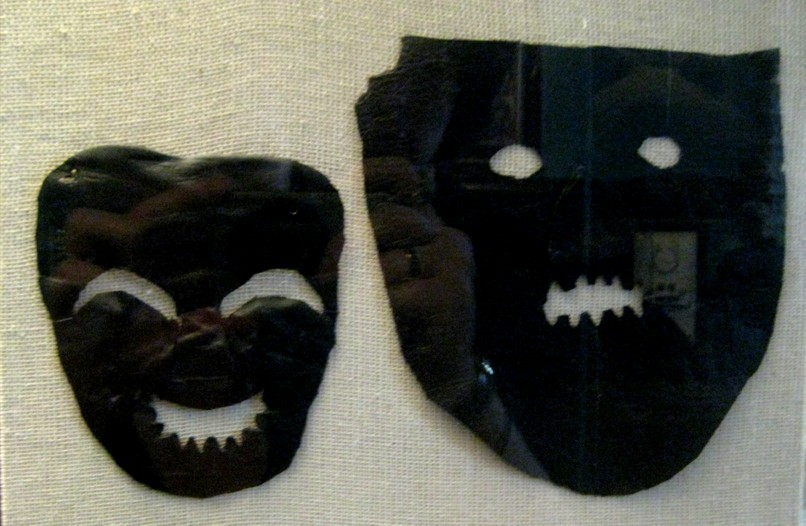
Маски скоморохів зі шкіри, знайдені у Великому Новгороді (Державний історичний музей, Москва).

Є дві думки про походження назви слова «Скоморох».
- За першою, назва походить від грецького skōmmarchos, тобто «майстер жарту» (skōmma «жарт, глузування» та archos «начальник, майстер»);
- За другою, це запозичення з арабської, де mascara — це і «жарт», і «блазень».

Можливий також зв'язок з ім'ям комедійного персонажа Скарамуш.
Скоморохи («веселі люди») розважали народні маси співом, дотепами, музикою, танцями, драматичними сценками, акробатикою, дресированими тваринами, користуючись у виступах масками (машкари) та втягуючи у гру глядачів.

## Репертуар
Репертуар скоморохів складався з жартівливих пісень, п'єсок, соціальних сатир («глум»), виконуваних в масках і «сукні скомороха» під акомпанемент гудка, гусель, балалайки, домри, волинки, бубна. За кожним персонажем був закріплений певний характер і маска, які не змінювалися роками.
Жартівливі пісні та приказки, які виконували скоморохи, були далекі від вимог християнських чеснот. Записані вірші та тексти пісень скоморохів дивують сучасного слухача і дослідника ненормативною лексикою. Під час створення художнього фільму «Андрій Рубльов» кінорежисер Тарковський Андрій Арсенійович (1932—1986) вивчав тексти скомороших пісень, соромицьких віршів та жартів, які зберігає особливий фонд Російської національної бібліотеки у Москві. Їх використання у фільмі визнали абсолютно неприйнятним через цензурні обмеження у СРСР та через сучасні настанови кіномистецтва, які засуджують немотивоване використання соромицької стилістики.
Подібна тематика текстів скоморохів обумовлена тогочасною низовою сміховою культурою жартів та нерозвиненістю слов'янської літератури тих часів, літератури, що була зосереджена на літописанні, виданні церковної чи богословсько-полемічної літератури. Театральних літературних жанрів в слов'янських літературах ще не існувало.

## Розквіт скомороства та його занепад
Розквіт скомороства припав на XVI–XVII століття. В той час скоморохи почали об'єдуватися у «ватаги» (приблизно по 70–100 осіб) через переслідування з боку православної церкви й царя, що вважали їх «бісовими ігрищами». Окрім скомороства, ватаги мандрівних акторів часто підробляли крадіжками. У 1648 і 1657 роках в Московії архієпископ Никон домігся указів про повну заборону скомороства.
Скоморохи були також при дворах князів і вельмож. Вони прославляли земні радощі, протиставляючи їх православній аскезі, чим викликали вороже ставлення до себе церковної і світської влади. Деякі традиції Скоморохів перебрали придворні блазні, штукарі на дворах вельмож. У кінці XVI століття мистецтво скоморохів проникло у вистави церковно-шкільного театру, а далі розвивалося в балаганах, лялькових та інших театрах. Деякі дослідники вказують на вплив мистецтва скоморохів на такі явища, як гуртки колядників (в Україні) та волочебників (в Білорусі), а також на лірничу традицію та на «троїстих музик».
У XVIII ст. запровадження західноєвропейських театральних традицій витіснило скоморохів на узбіччя тогочасної культури і спричинило його занепад як культурного явища.

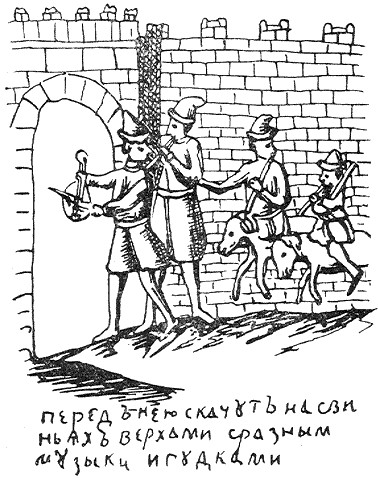
Гравюра зі скоморохами
Скоморохи у Білорусі, гравюра 1555 р.
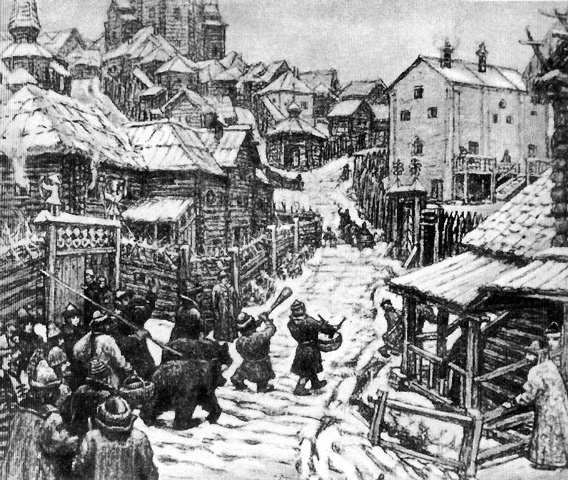
Скоморохи у Москві

## Перехід у топоніміку
Згадка про Скоморохів збереглася у численних топографічних назвах осель в Україні (Скоморохи, Скоморошки, Скомороше, Нові Скоморохи).